# Милош Кнежевић
Милош Кнежевић (Београд, 1952) српски је политиколог, историчар, геополитиколог, политички аналитичар, теоретичар државе и права, теоретичар књижевности и културолог.
Дипломирао је на Правном факултету и Факултету политичких наука у Београду. Један је од оснивача Института за геополитичке студије. Десетак година је главни уредник часописа Национални интерес. Сарадник је Института за политичке студије. Деценијама је био уредник научног програма Форум у Дому културе Студентски град.
Објавио је преко три стотине текстова и огледа, а аутор је четрдесетак књига и зборника. Превођен је на више језика, међу којима су руски, енглески, словеначки.
Ради скулптуре у дрвету.

## Изабрана библиографија
Монографије
- Балканска пометња (1996)
- Крстарећа демократија (1999)
- Европа иза лимеса (2001)
- Моћ Запада (2005)
- Сачекуша за Годоа (2006)
- Подељена моћ (2006)
- Отмица Косова (2006)
- Изневерена држава – Србија и Црна Гора у времену разлаза (2007)
- Мозаик геополитике (2008)
- Евроскептицизам (2008)
- Србија и Русија (2009)
- Парадигма распада (2009)
- Растварање пролазности (2011)
- Провалија у плићаку (2011)
- Превласт привида (2014)
- Збитије Великог рата (2014)

Остали радови
- Кнежевић, Милош (2016). „Контуре славофобије: Епохалне предрасуде о Словенима” (PDF). Национални интерес: Часопис за национална и државна питања. 12 (3): 75—120.